# ماركو أرتور راميريز
ماركو أرتور راميريز (بالإسبانية: Marco Arturo Ramírez)‏ (25 أكتوبر 1990 في المكسيك - ) هو لاعب كرة قدم مكسيكي في مركز جناح ‏. لعب مع نادي بويبلا.